# Північнофризькі острови

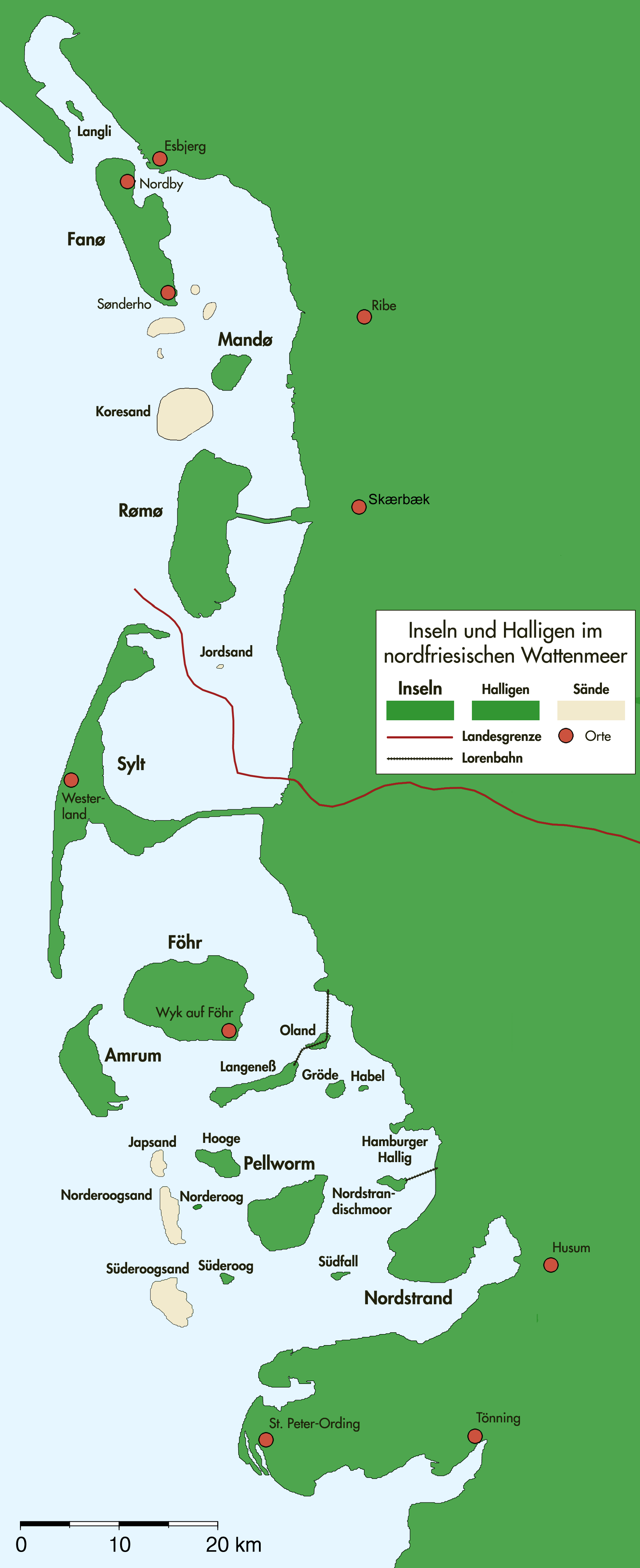
Карта Північно-Фризьких островів та прилеглих данських островів

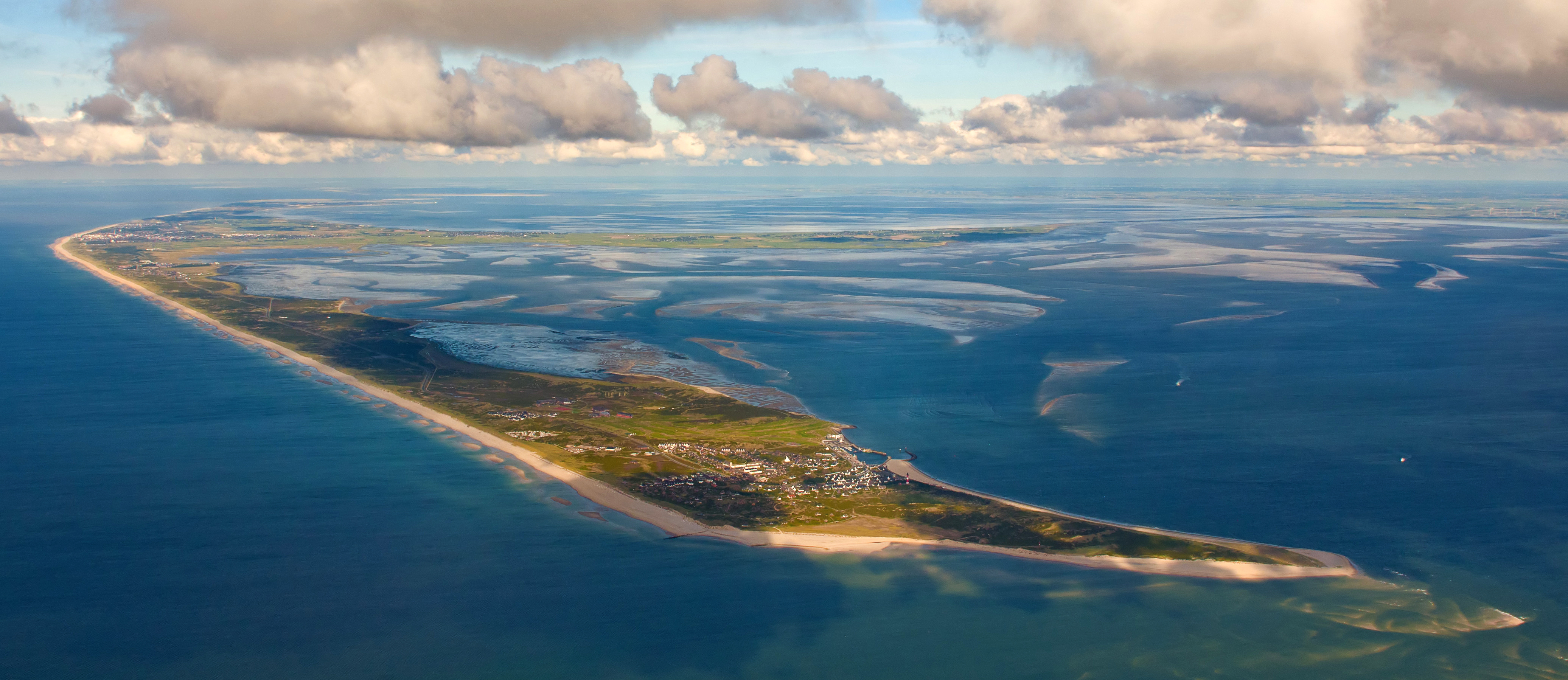
Sylt

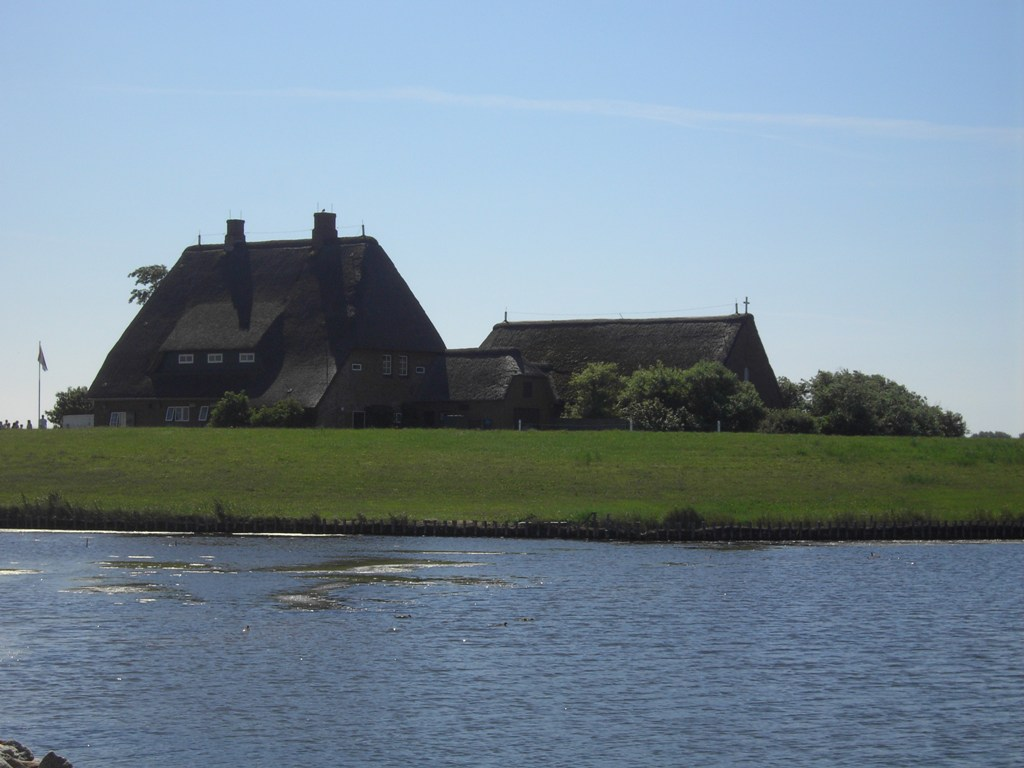
Традиційні фризькі хати на острові Галіг Гооге, розташовані на так званому «варті», штучному підвищенні, яке вберігає будівлі від надто сильних штормів

Півні́чнофри́зькі острови́ — група прибережних островів у Північному морі, які відділяє від суходолу Ваттове море. Розташовані вздовж узбережжя землі Шлезвіг-Гольштейн (Німеччина). Німецькі острови входять до історичного регіону Північна Фризія і є складовою Національного парку Ваттове море Шлезвіг-Гольштейну.
Данські острови Ваттового моря на південний захід від острова Ютланд часом також відносять до Північно-Фризьких островів, проте фризи на них ніколи не проживали.
Зрідка до Північно-Фризьких островів зараховують Гельголанд.

## Данські острови
- Йорсанн
- Коресанн
- Ланглі
- Манньо
- Рьомьо
- Фаньо

## Німецькі острови
- Зюльт (має залізничне сполучення з суходолом через дамбу)
  - Утгерн (невеликий острів поряд з Зюльтом)
- Фер
- Амрум
- Пельворм
- Нордштранд (з 1987 року - півострів, проте зараховується до цього архіпелагу)
- Німецькі Галіги
  - Оланд (Залізничний зв'язок з суходолом та островом Лангенес)
  - Лангенес (Залізничний зв'язок з островом Оланд)
  - Греде
  - Габель
  - Гамбурзький галіг (дамба з транспортним сполучення із суходолом)
  - Гоге
  - Нордштрандішмоор (Залізничний зв'язок з суходолом)
  - Нордероог
  - Зюдероог
  - Зюдфаль

- Зовнішні Північно-Фризькі піщані коси
  - Япзанд
  - Нордероогзанд
  - Зюдероогзанд
  - Кніпзанд
  - Юнгнамензанд